# Roperuelos del Páramo
Roperuelos del Páramo est une commune d'Espagne dans la province de León, communauté autonome de Castille-et-León. Elle s'étend sur 54,48 km2 et comptait environ 592 habitants en 2015.